# Mariano Torres Solanot
Mariano Torres Solanot (Poleñino, 11 de juliol de 1791 -Saragossa, 18 d'octubre de 1858) va ser un polític aragonès, ministre durant la minoria d'edat d'Isabel II d'Espanya.

## Biografia
Va néixer en el si d'una família d'infantons d'Aragó. Fill de Miguel Torres i de Rosa Solanot i, per tant, nebot del polític liberal aragonès Valentín Solanot Ferrer. Jurista aragonès adscrit al bàndol exaltat, va ocupar en la regència de Baldomero Espartero el càrrec de  ministre de la Governació entre el 17 de juny de 1842 i el 9 de maig de 1843. També fou senador per Osca en 1837-1838, 1838-1839, 1839; i per Pontevedra en 1841, 1842 i 1843.
Va ser el primer Vescomte de Torres-Solanot concedit per Isabel II i gran creu de l'Orde de Carles III.